# Isábena
Isábena est une commune espagnole appartenant à la province de Huesca (Aragon, Espagne) dans la comarque de la Ribagorce.

## Géographie

### Villages
- Esdolomada
- La Puebla de Roda
- Merli
- Mont de Roda
- Riguala de Serraduy
- Roda de Isábena
- San Esteban del Mall
- Serraduy
- Vileta de Serraduy

## Politique et administration

### Jumelages
- Saint-Bertrand-de-Comminges (France), 2018[1]